# Enz
Die Enz ist mit etwa 105 km, über den Hauptstrang Nagold→Enz etwa 149 km, der längste linke Nebenfluss des Neckars. Sie hat mit 2228,4 km² das größte Einzugsgebiet und mit einem mittleren Abfluss (MQ) von 23,03 m³/s die größte Wasserführung von allen Nebenflüssen. 

## Name
Der Name ist vermutlich keltischen Ursprungs und leitet sich möglicherweise vom  keltischen Wort *anto-, *anti- für 'Vorderseite, Stirn, Ende, Grenze, Rand' ab. Hierbei könnte der Rand des Schwarzwaldes gemeint sein, also hätte die Enz die Bedeutung 'Fluss, welcher vom Gebirge kommt'.

## Geographie

### Flusssystem

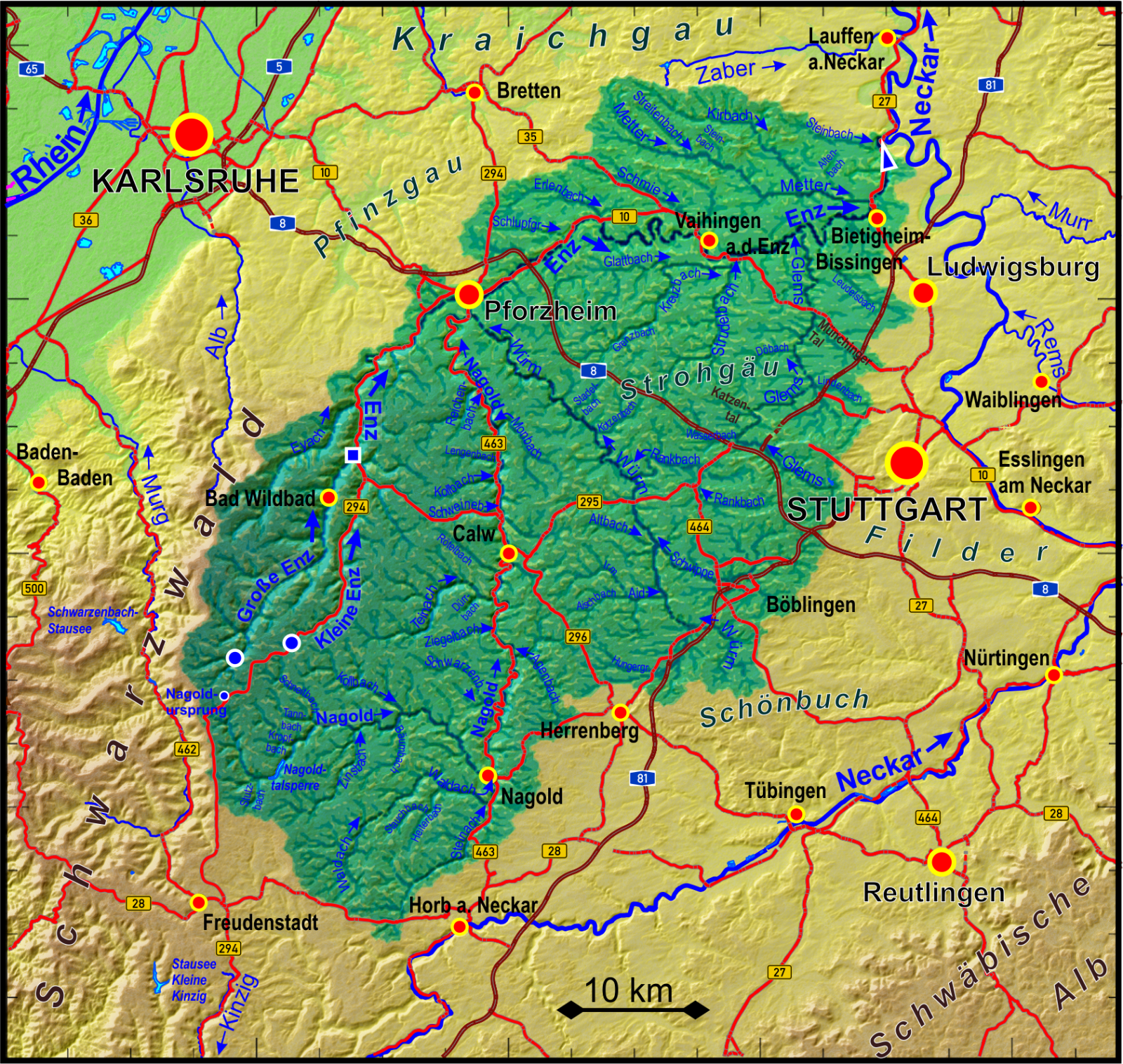
Einzugsgebiet der Enz

Die Enz durchströmt zwei große Naturräume; in der oberen Hälfte ihres Laufs entwässert sie mit ihren Zuflüssen die Osthälfte des Nordschwarzwalds, anschließend durchfließt sie die südwestdeutsche Gäulandschaft, darin zumeist das Neckarbecken.
Die Enz hat einschließlich ihres Hauptquellbachs Poppelbach eine Fließlänge von etwa 105 Kilometern. Jedoch ist ungewöhnlicherweise ihr rechter Nebenfluss Nagold, der in Pforzheim  bei ihrem Austritt aus dem Schwarzwald in sie mündet, länger, nämlich fast doppelt so lang wie ihr eigener Oberlauf bis dorthin; zudem führt die Nagold an der Mündung auch doppelt so viel Wasser. Mithin ist oberhalb von Pforzheim die Nagold hydrographisch der Hauptstrang des Flusssystems der Enz, das so gerechnet dann etwa 149 Kilometer lang ist und damit unter den Neckarzuflüssen der drittlängste, nach den Systemen von Kocher und Jagst.

### Quellflüsse
Die Enz führt ihren Namen ohne Zusatz erst ab der Ortschaft Calmbach, wo Große Enz und Kleine Enz zusammenfließen. Die Große Enz hat zwei etwa 5 km lange Quellflüsse, Poppelbach und Kaltenbach, die sich in Gompelscheuer vereinen. Wie bei der Donauquelle in Donaueschingen wird dieser lediglich namentliche Beginn der (Großen) Enz durch den nahe gelegenen Enzbrunnen symbolisiert und dieser ähnlich irreführend touristisch vermarktet. (Siehe auch: Enzklösterle#Enzquelle)
Hinsichtlich Wassermenge und Größe des Einzugsgebiets ist der aus Süden kommende Poppelbach der Hauptquellfluss, der aus Westen kommende Kaltenbach hat eine etwas größere Länge und höhere Quelllage. Der Poppelbach entspringt südlich, nur 1 km nördlich der Nagoldquelle auf 822 m (Gemarkung Besenfeld); der Kaltenbach nordwestlich, am Südhang des Schrambergs auf 907 m (Gemarkung Forbach im Murgtal).

### Große Enz und Oberlauf im Schwarzwald
Ab dem Zusammenfluss von Poppelbach und Kaltenbach durchfließt die Große Enz zunächst ein enges Waldtal, das sich nach einer kleinen Gefällestufe in das wesentlich breitere Tal des von Westen einmündenden Rombachs (badische Schreibweise) oder Rohnbachs (württembergische Schreibweise) öffnet. Die Täler von Enz, Rombach/Rohnbach und weiterer westlicher Nebenbäche des Oberlaufs sind bis zur Talsohle hinab von Gletscherkaren aus den letzten Eiszeiten geprägt. Nach der Talweitung von Enzklösterle verengt sich das Enztal wieder bis zur Einmündung des nächsten von Gletschern geprägten Tales, des Kegeltals bei Sprollenhaus. Von der bisherigen Nordostrichtung nach Norden einschwenkend, durchfließt die Große Enz in einem steilhängigen Tal die größtenteils bewaldeten Buntsandsteinhochebenen des Nordschwarzwaldes. Ab dem bekannten altwürttembergischen Badeort Wildbad ist das Tal dicht besiedelt. Auf Calmbach, wo die Kleine Enz mündet, folgen Höfen an der Enz und Neuenbürg. Dort umschließt die Enz in einer großen Schleife einen Bergsporn mit Schloss Neuenbürg. Das Schwarzwaldtal der Enz hat, zusammen mit dem Tal der Großen Enz ab Gompelscheuer, eine Länge von rund 38 Kilometern und endet mit dem Eintritt in den Kraichgau bei Birkenfeld oberhalb von Pforzheim.

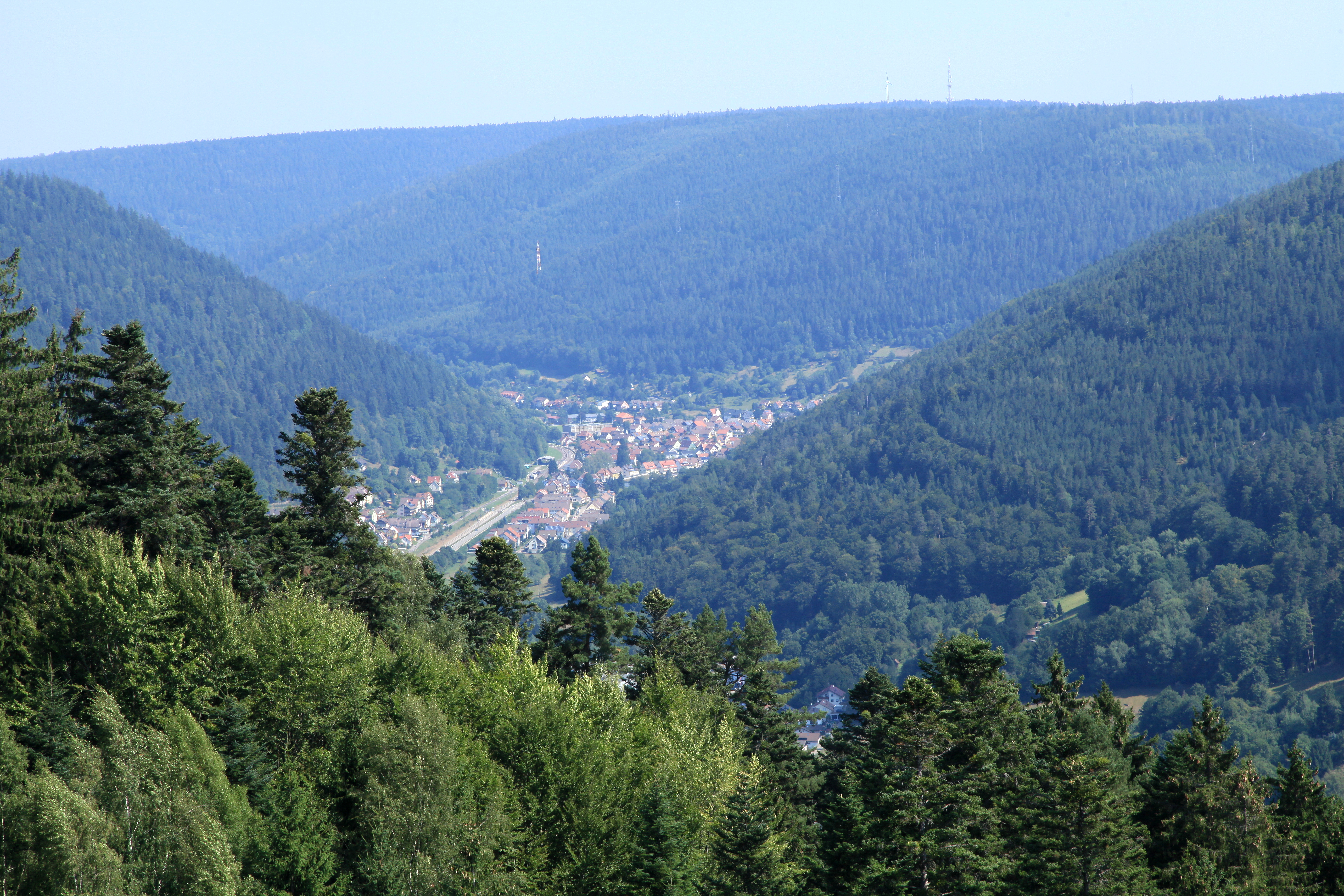
Das Enztal im Schwarzwald bei Bad Wildbad
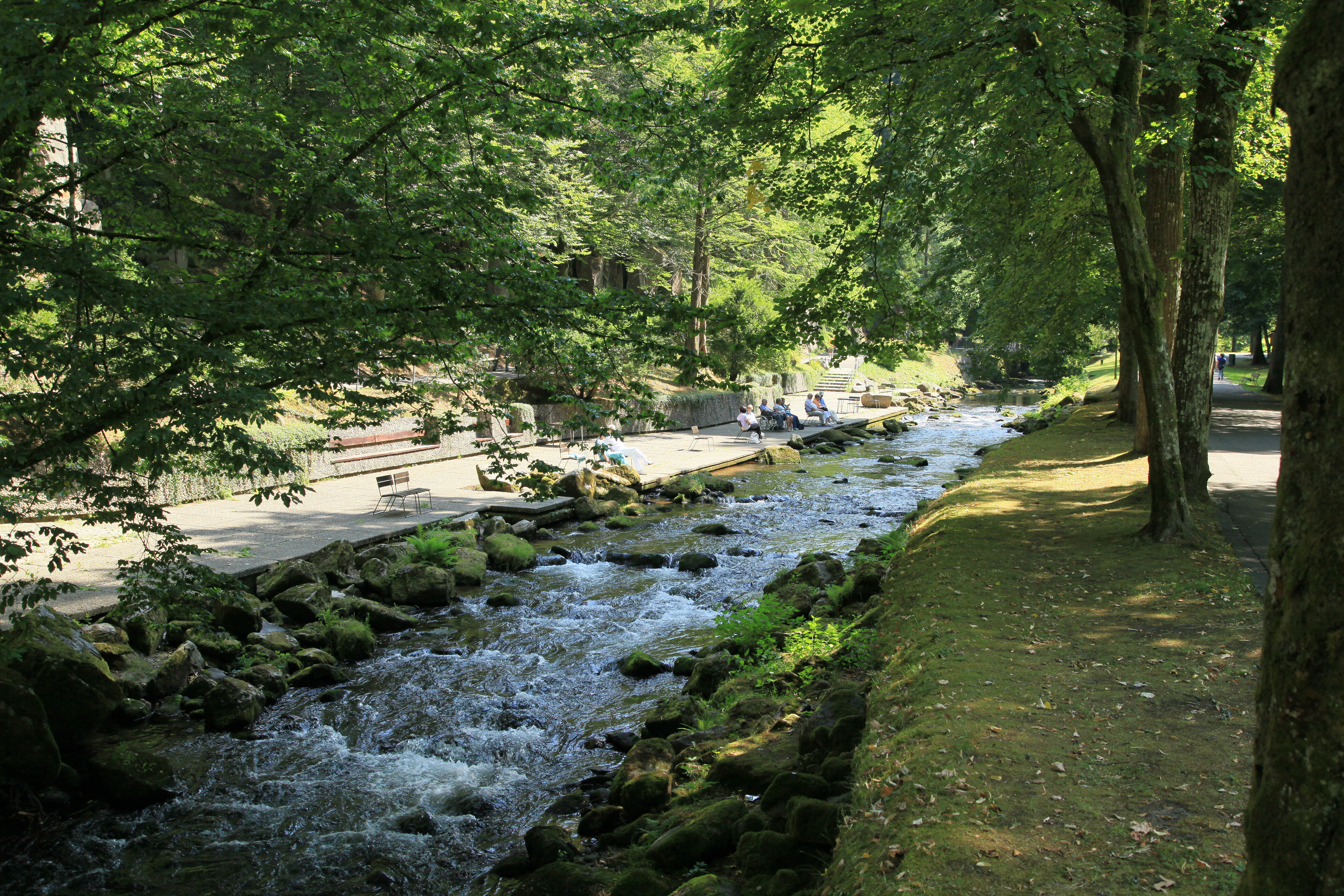
Große Enz im Kurpark von Bad Wildbad

### Enztal in Gäu und Neckarbecken
Nach dem Austritt aus dem Schwarzwald durchströmt die Enz bis zu ihrer Mündung in den Neckar Gäulandschaften der Muschelkalkplatten des Südwestdeutschen Schichtstufenlandes. Naturräumlich wird das Enztal zwischen Birkenfeld und Enzberg zum nördlich sich fortsetzenden Kraichgau gerechnet, unterhalb davon zum sich zwischen Stuttgart und Heilbronn erstreckenden Neckarbecken.
In Pforzheim, der einzigen Großstadt an der Enz, fließen Enz (mittlerer Abfluss: 6,3 m³/s) und Nagold (11,7 m³/s) zusammen. Zwischen Lomersheim und Vaihingen mäandriert die nun breite Enz relativ stark, das Tal weist hier sehr steile Prallhänge auf. Zwischen Bietigheim und Besigheim liegen zwei verlassene Talschleifen, Hirschberg und Brachberg sind ihre Umlaufberge. Nordöstlich von Besigheim, auf dem Gemeindegebiet von Walheim, mündet die Enz in den Neckar.

### Zuflüsse
Zuflüsse ab der Vereinigung von Kleiner und Großer Enz in Calmbach. Nebenflusslänge ab der mündungsfernsten Quelle. Gerundet auf volle Kilometer bzw. Quadratkilometer. Auswahl.
- Große Enz, linker Hauptoberlauf, 27 km (mit Oberlauf Poppelbach) und 116 km².
- Kleine Enz, rechter Oberlauf, 20 km und 88 km².
- Forellenbach, von rechts in Höfen an der Enz, 4 km und 7 km².
- Eyach, von links zwischen Höfen an der Enz und Neuenbürg, 18 km (mit Oberlauf Brotenaubach) und 53 km².
- Rotenbach, von links im Weiler Rotenbach bei Neuenbürg, 3 km und ca. 4 km².
- Größelbach, von rechts zwischen Neuenbürg und Birkenfeld, 3 km und 15 km².
- Pfatschbach, von rechts unterhalb Büchenbronns, kurz vor Birkenfeld, 2 km und ca. 4 km².
- Tiefenbach, von links in Pforzheim-Brötzingen, über 2 km und über 1 km². Unbeständig.
- Malschbach, von links über den Mühlgraben, über 2 km und unter 3 km².
- Nagold, von rechts in Pforzheim, 91 km und 1.144 km².
- (Bach aus der Mäuerachklinge), von rechts im Pforzheimer Ortsteil Mäuerach, 3 km und 4 km².
- Igelsbach, von links zwischen Pforzheim-Eutingen und Niefern, Gemeinde Niefern-Öschelbronn, 2 km und 13 km².
- Kirnbach, von rechts in Niefern, 9 km und 25 km².
- Schlupfgraben, von links in Mühlacker-Enzberg, 7 km und 13 km².
- Erlenbach, von links in Mühlacker, 11 km und 31 km².
- Schmie, von links bei Vaihingen, 12 km und 47 km².
- Strudelbach, von rechts bei Vaihingen-Enzweihingen, 23 km (im längeren Fließweg aus dem Nebenfluss Kreuzbach; 15 km im namentlichen Verlauf) und 127 km².
- Dürre Enz, von links in Oberriexingen, bis 3 km und ca. 5 km². Unbeständig.
- Glems, von rechts bei Markgröningen-Unterriexingen, 47 km und 196 km².
- Leudelsbach, von rechts zwischen Unterriexingen und Bietigheim-Bissingen-Untermberg, 9 km (mit Oberlauffolge Riedbach → Furtbach) und 23 km².
- Saubach, von rechts im Stadtteil Bissingen an der Enz von Bietigheim-Bissingen, 3 km und 9 km².
- Wobach, von rechts an der Gemarkungsgrenze von Bissingen zur übrigen Stadt Bietigheim-Bissingen, ca. 4 km und ca. 4 km². Heute am Unterlauf größtenteils verdolt, am Oberlauf unbeständig.
- Metter, von links in Bietigheim, 28 km und 133 km².
- Steinbach, von links in Besigheim, 10 km und 12 km².

### Politische Geographie

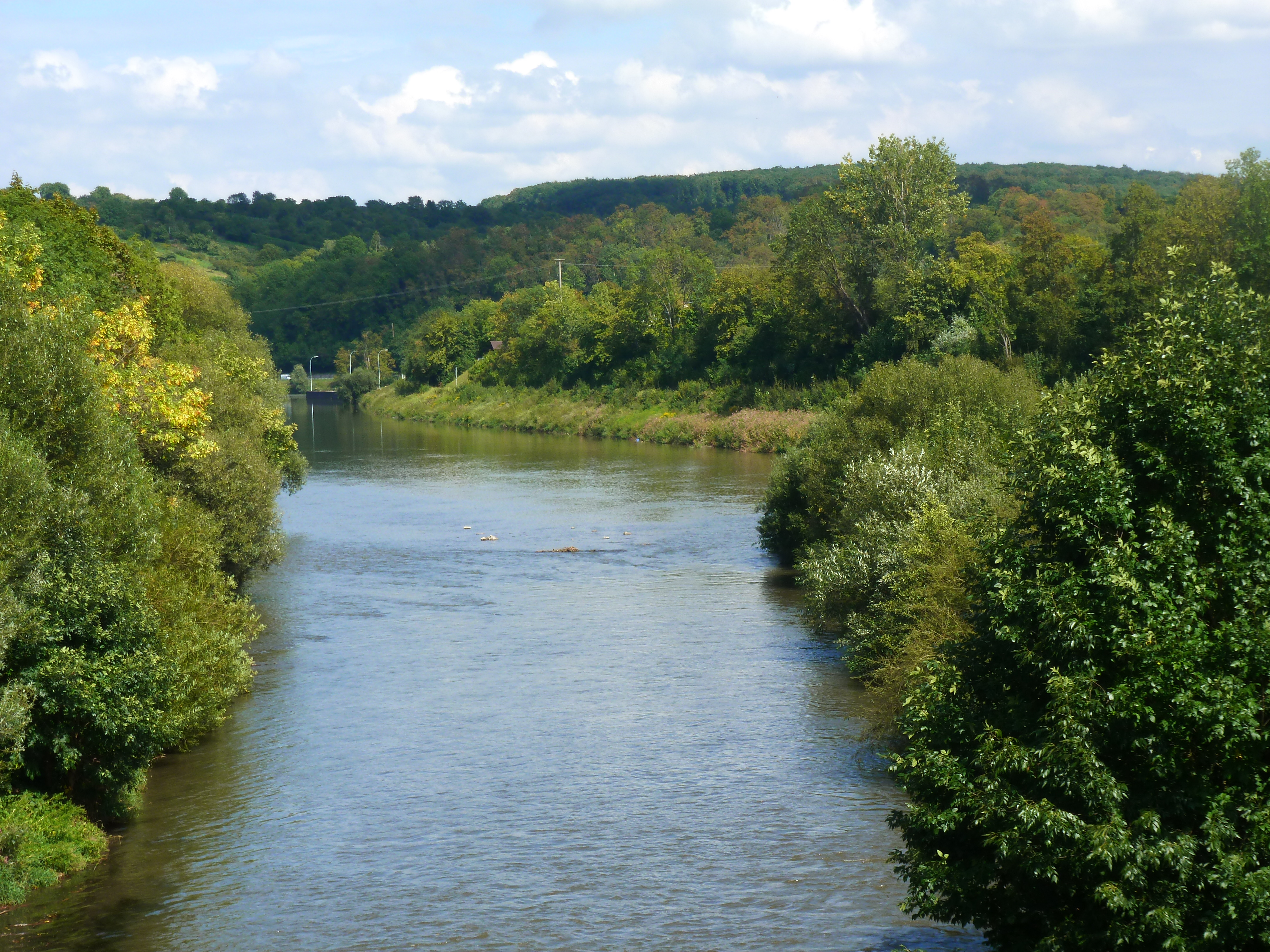
Die Enz (vorne) mündet in den Neckar

Die Enz durchströmt vor allem die Kreise Calw, Enzkreis, Pforzheim (Stadtkreis) und Ludwigsburg. Einige Oberläufe von Seitenbächen der Großen Enz sowie der Oberlauf des Kaltenbachs liegen abschnittsweise im Landkreis Rastatt, der Poppelbach entspringt hingegen im Landkreis Freudenstadt.
Bis zu den großen territorialen Umwälzungen um 1803 und 1806 lag der Lauf der Enz überwiegend auf altwürttembergischem Gebiet, kleinere Abschnitte dagegen in Altbaden oder auf ritterschaftlichem Gebiet. Wildbad, Neuenbürg, Vaihingen, Bietigheim und Besigheim sind altwürttembergische Amtsstädte. Die heutigen Gebiete des Landkreises Rastatt sowie die Enz um Pforzheim (Gemarkungen Brötzingen, Pforzheim, Eutingen, Niefern) gehörten zu Baden. In Oberriexingen war die Herrschaft reichsritterschaftlich-württembergisch geteilt.

## Flora und Fauna
Die Enz ist im unteren Abschnitt mit ihren auetypischen Uferstrukturen ein idealer Lebensraum für viele fließgewässertypische Pflanzen- und Tierarten. Viele der Altarme und Auwälder sind als Biotope geschützt, die Enz selbst sowie Talabschnitte wie das Naturschutzgebiet bei Vaihingen-Roßwag und die Leudelsbach-Mündung bei Unterriexingen sind Bestandteil des europaweiten Schutzgebiete-Systems Natura 2000.
In den Flachwasserzonen sind pro Quadratmeter bis zu 10.000 Larven von Eintags- und Köcherfliegen, Libellen, Käfern, Schnecken und Muscheln gezählt worden. Auch Strömer, Barbe, Nase und Groppe haben hier ihre Laichgründe.
Ab dem Frühsommer ist die Enz stellenweise stark mit Flutendem Hahnenfuß und Tausendblatt verkrautet.
Manche seltenen und bedrohten Arten leben ganzjährig an der Enz, die für etliche Zugvögel auch wichtige Durchzugstation ist. Dazu gehören u. a. Eisvogel, Flussuferläufer, Gänsesäger, Gebirgsstelze, Teichralle und Wasseramsel. Andere Gäste und Bewohner der Kopfweiden und Ufergehölze sind Bachstelze, Gelbspötter, Grauschnäpper, Nachtigall und Pirol.

## Wirtschaft

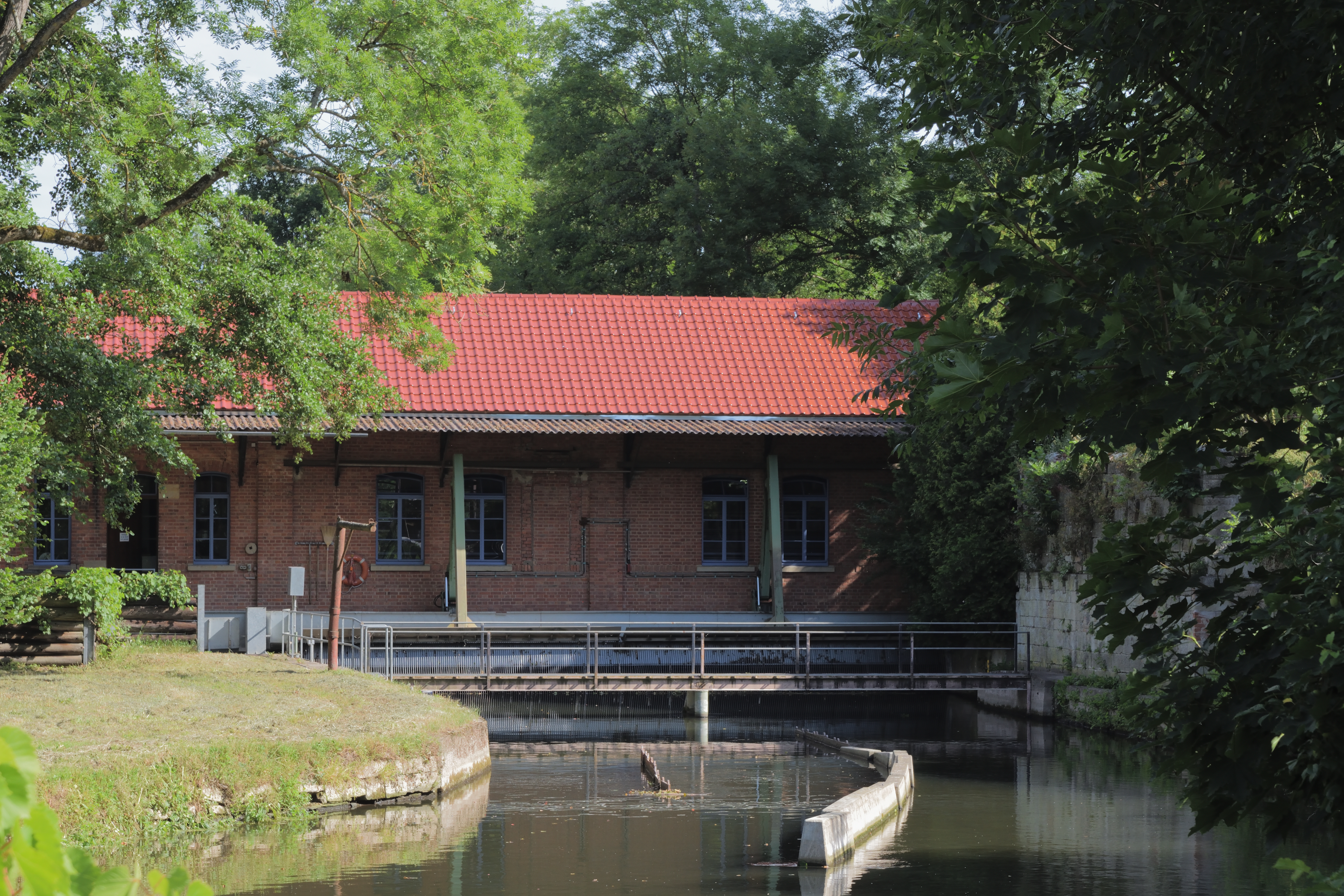
Ehemaliges Wasserkraftwerk Sägemühle bei Bietigheim-Bissingen

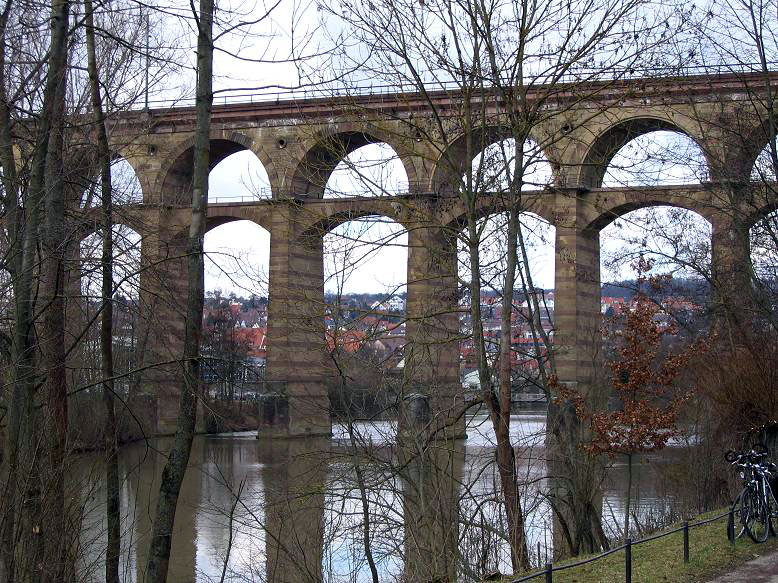
Eisenbahnviadukt über die Enz in Bietigheim-Bissingen

Im Schwarzwald war bis Anfang des 20. Jahrhunderts die Flößerei von Bedeutung. Ebenso wie die benachbarten Flüsse Murg und Nagold wurde die Enz zum Transport von Baumstämmen, vor allem aber von Scheitholz, genutzt. An diese Zeit erinnern noch Schwallungen (Stauteiche, die zur Holztrift abgelassen wurden) wie der Poppel- und der Kaltenbachsee bei Gompelscheuer. Im Schwarzwälder Enztal dominieren heute Holzwirtschaft und Tourismus die Wirtschaft.
Im Muschelkalkgebiet des Flusses hat die Landwirtschaft eine gewisse Bedeutung. In steilen Terrassenlagen der Enztalhänge wird Weinbau betrieben.
Industrie und Dienstleistung sind in Pforzheim konzentriert (Schmuck, Edelmetalle, Uhren, Handel, Verwaltung), finden sich aber auch in kleineren Orten im Einzugsgebiet von Stuttgart (vor allem Bietigheim-Bissingen).
Seit dem 5. Jahrhundert v. Chr. (Frühlatènezeit) wird Bergbau auf Eisenerz im Enztal betrieben. Das Besucherbergwerk Grube Frischglück bei Neuenbürg zeigt exemplarisch die einzelnen Stationen.

## Wassersport
Die Enz wird in ihrem Oberlauf vor allem von Wildwasserkanuten befahren. Der bekannteste Abschnitt ist die anspruchsvolle Kurparkstrecke in Bad Wildbad.
Der Wassersport ist zum Schutz des Ökosystems in einigen Abschnitten des Unterlaufs beschränkt:
- Enzkreis: Ampelregelung am Wehr Mühlhausen: kein Befahren der Mühlhäuser Schleife bei rotem Lichtzeichen
- Landkreis Ludwigsburg:[13] Betreten der Ufer sowie Anlanden nur an den gekennzeichneten Ein- und Ausstiegsstellen. Kein Betreten der Kiesinseln und Kiesbänke, kein Lagern, Grillen und Feuer machen im Uferbereich, außer an gekennzeichneten und eingerichteten Plätzen
1. Mai bis 30. September: Sperrung von Roßwag (Fluss-km 34,12) bis Vaihingen Seemühle (km 29,94)
gleicher Zeitraum, aber bis Sägmühle Bietigheim-Bissingen (km 13,16): bei Pegel unter 65 cm (Pegel Vaihingen, km 27,7) Befahrung nur mit geschultem Begleiter, bei Pegel unter 45 cm verboten

## Namensgeber
Nach ihr ist der Enzkreis in Baden-Württemberg benannt.